# Ernst Busch (színművész)
Ernst Busch (Kiel, 1900. január 22. – Bernburg, 1980. június 8.) német színész és énekes, háromszoros Nemzeti-díjas (1956, 1966, 1979), a Német Művészeti Akadémia tagja volt.

## Életpályája
Iskolái elvégzése után Kielben és Frankfurt am Mainban, majd az 1920-as években Erwin Piscator berlini társulatánál játszott. Adolf Hitler uralomra jutását követően emigrációba kényszerült. Hollandiában telepedett le, itt az amszterdami és a hilversumi rádióban, majd Brüsszelben és Párizsban lépett fel. 1929–1971 között 18 filmben volt látható. Az 1930-as évek elején néhány realista filmben szerepelt. 1935–1936 között a Szovjetunióban élt. 1937-ben Spanyolországban a nemzetközi brigád katonájaként harcolt a fasiszták ellen, majd Belgiumban és Franciaországban tűnt fel. 1940-ben Franciaországban internálták, 1943-ban hazatoloncolták és börtönbe zárták. 1943 végén halálra ítélték, a kivégzéstől színésztársának, Gustaf Gründgens színigazgatónak közbelépése mentette meg. 1945-ben ismét Berlinben lépett fel jellemszínészi szerepkörben. 1945-ben belépett a kommunista pártba. 1961-ben egészségi okokból visszavonult a színpadtól.
Rendkívül keresettek voltak énekesi lemezei. Sajátos stílusú, rekedtes hangú, páratlan szuggesztivitású előadóművész volt.

## Színházi szerepei
- William Shakespeare: Julius Caesar....Marcus Antonius
- Brecht: Kurázsi mama....Szakács
- Goethe: Faust....Mephisto
- William Shakespeare: Othello....Jago
- Brecht: Galilei élete....Galilei

## Filmjei
- Senkiföldje (1931)
- O. F. úr bőröndje (Die Koffer des Herrn O.F.) (1931)
- Koldusopera (1931)
- Bajtársak/Szolidaritás (Kameradschaft) (1931)
- Ketten a Déli Expresszről (Die Zwei vom Südexpress) (1932)
- Üres has (1932)
- Hív a tenger (Das Meer ruft) (1933)
- Öt töltényhüvely (1960)
- Kurázsi mama (1961)

## Díjai
- Nemzeti-díj (1956, 1966, 1979)
- Nemzetközi Lenin-békedíj (1972)